# Viking International Eastbourne 2021
Viking International Eastbourne 2021 byl společný tenisový turnaj mužského okruhu ATP Tour a ženského okruhu WTA Tour, který se odehrával v Devonshire Park Lawn Tennis Clubu na otevřených travnatých dvorcích. Probíhal mezi 21. až 26. červnem 2021 v britském Eastbourne jako desátý ročník mužské poloviny a čtyřicátý šestý ročník ženské části turnaje. V roce 2020 byl zrušen pro přerušení sezóny v důsledku koronavirové pandemie. Představoval poslední přípravu na londýnský grandslam ve Wimbledonu.
Mužská část s dotací 609 065 eur se řadila do kategorie ATP Tour 250. Ženská polovina disponující rozpočtem 565 530 dolarů byla součástí kategorie WTA 500. Nejvýše nasazenými hráči v singlových soutěžích se stali šestnáctý muž žebříčku Gaël Monfils z Francie a světová čtyřka Aryna Sabalenková z Běloruska. Jako poslední přímí účastníci do dvouher nastoupili běloruský 78. tenista pořadí Jegor Gerasimov a 39. žena klasifikace Světlana Kuzněcovová z Ruska.
Pátý singlový a první travnatý titul na okruhu ATP Tour vybojoval 22letý Australan Alex de Minaur, který se premiérově posunul na 15. místo žebříčku. Čtvrtou trofej z dvouhry a první travnatou na okruhu  WTA Tour vyhrála Lotyška Jeļena Ostapenková, jež se stala třetí šampionkou startující na divokou kartu. Mužskou čtyřhru ovládli Chorvati Nikola Mektić a Mate Pavić, kteří získali sedmou společnou trofej. V deblové soutěži žen triumfovaly Japonky Šúko Aojamová a Ena Šibaharaová, které si v rámci túry WTA odvezly sedmou společnou trofej.

## Rozdělení bodů a finančních odměn

### Rozdělení bodů
| Soutěž       | vítězové | finalisté | semifinalisté | čtvrtfinalisté | 16 v kole | 32 v kole | Q  | Q2 | Q1 |
| ------------ | -------- | --------- | ------------- | -------------- | --------- | --------- | -- | -- | -- |
| dvouhra mužů | 250      | 150       | 90            | 45             | 20        | 0         | 12 | 6  | 0  |
| čtyřhra mužů | 250      | 150       | 90            | 45             | 0         | —         | —  | —  | —  |
| dvouhra žen  | 470      | 305       | 185           | 100            | 55        | 1         | 25 | 13 | 1  |
| čtyřhra žen  | 470      | 305       | 185           | 100            | 1         | —         | —  | —  | —  |

### Finanční odměny
| Finanční odměny                       | Finanční odměny | Finanční odměny | Finanční odměny | Finanční odměny | Finanční odměny | Finanční odměny | Finanční odměny | Finanční odměny | Finanční odměny | Finanční odměny |
| Soutěž                                | vítězové        | finalisté       | semifinalisté   | čtvrtfinalisté  | 16 v kole       | 32 v kole       | Q2              | Q1              |                 |                 |
| ------------------------------------- | --------------- | --------------- | --------------- | --------------- | --------------- | --------------- | --------------- | --------------- | --------------- | --------------- |
| dvouhra mužů                          | 53 680 €        | 8 458 €         | 27 400 €        | 18 265 €        | 11 740 €        | 7 065 €         | 3 450 €         | 1 795 €         |                 |                 |
| čtyřhra mužů                          | 20 050 €        | 14 350 €        | 9 460 €         | 6 145 €         | 3 600 €         | —               | —               | —               |                 |                 |
| dvouhra žen                           | 68 570 €        | 51 000 €        | 32 400 €        | 13 800 €        | 7 425 €         | 7 800 €         | 5 000 €         | 2 565 €         |                 |                 |
| čtyřhra žen                           | 25 230 €        | 17 750 €        | 10 000 €        | 5 500 €         | 3 500 €         | —               | —               | —               |                 |                 |
| částky ve čtyřhře jsou uváděny na pár |                 |                 |                 |                 |                 |                 |                 |                 |                 |                 |

## Dvouhra mužů

### Nasazení
| Stát                            | Hráč                        | ATP | Nasazení |
| ------------------------------- | --------------------------- | --- | -------- |
| Francie                         | Gaël Monfils                | 16. | 1.       |
| Austrálie                       | Alex de Minaur              | 22. | 2.       |
| Itálie                          | Lorenzo Sonego              | 26. | 3.       |
| Gruzie                          | Nikoloz Basilašvili         | 30. | 4.       |
| USA                             | Reilly Opelka               | 32. | 5.       |
| Španělsko                       | Alejandro Davidovich Fokina | 35. | 6.       |
| Španělsko                       | Albert Ramos-Viñolas        | 38. | 7.       |
| Kazachstán                      | Alexandr Bublik             | 39. | 8.       |
| Spojené království              | Cameron Norrie              | 41. | 9.       |
| Žebříček ATP ke 14. červnu 2021 |                             |     |          |

### Jiné formy účasti
Následující hráči obdrželi divokou kartu do hlavní soutěže:
- Liam Broady
- Jay Clarke
- James Ward

Následující hráči postoupili z kvalifikace:
- James Duckworth
- Ilja Ivaška
- Michail Kukuškin
- Mikael Ymer

Následující hráči postoupili z kvalifikace jako tzv. šťastní poražení:
- Norbert Gombos
- Alastair Gray
- Max Purcell
- Andreas Seppi

### Odhlášení
před zahájením turnaje
- Nikoloz Basilašvili → nahradil jej  Andreas Seppi
- Marin Čilić → nahradil jej  Vasek Pospisil
- Laslo Djere → nahradil jej  Alastair Gray
- Taylor Fritz → nahradil jej  Jošihito Nišioka
- Richard Gasquet → nahradil jej  Max Purcell
- Aslan Karacev → nahradil jej  Emil Ruusuvuori
- Filip Krajinović → nahradil jej  Jegor Gerasimov
- Cameron Norrie → nahradil jej  Norbert Gombos
- Reilly Opelka → nahradil jej  Kwon Sun-u
- Benoît Paire → nahradil jej  Alexei Popyrin
- Stan Wawrinka → nahradil jej  Aljaž Bedene

## Mužská čtyřhra

### Nasazení
| Stát                                                                                     | Hráč                 | Stát               | Hráč                   | ATP | Nasazení |
| ---------------------------------------------------------------------------------------- | -------------------- | ------------------ | ---------------------- | --- | -------- |
| Chorvatsko                                                                               | Nikola Mektić        | Chorvatsko         | Mate Pavić             | 3.  | 1.       |
| Kolumbie                                                                                 | Juan Sebastián Cabal | Kolumbie           | Robert Farah           | 9.  | 2.       |
| USA                                                                                      | Rajeev Ram           | Spojené království | Joe Salisbury          | 21. | 3.       |
| Francie                                                                                  | Fabrice Martin       | Francie            | Édouard Roger-Vasselin | 51. | 4.       |
| Žebříček ATP ke 14. červnu 2021; číslo je součtem žebříčkového postavení obou členů páru |                      |                    |                        |     |          |

### Jiné formy účasti
Následující páry obdržely divokou kartu do hlavní soutěže:
- Lloyd Glasspool /  Harri Heliövaara
- Alastair Gray /  Luke Johnson

### Odhlášení
před zahájením turnaje
- Jamie Murray /  Bruno Soares → nahradili je  Luke Bambridge /  Jamie Murray
- Łukasz Kubot /  Marcelo Melo → nahradili je  Alexandr Bublik /  Nicholas Monroe
- Marin Čilić /  Ivan Dodig → nahradili je  Hugo Nys /  Jonny O'Mara

## Ženská dvouhra

### Nasazení
| Stát                            | Hráčka                     | WTA | Nasazení |
| ------------------------------- | -------------------------- | --- | -------- |
| Bělorusko                       | Aryna Sabalenková          | 4.  | 1.       |
| Ukrajina                        | Elina Svitolinová          | 6.  | 2.       |
| Kanada                          | Bianca Andreescuová        | 7.  | 3.       |
| Polsko                          | Iga Świąteková             | 9.  | 4.       |
| Česko                           | Karolína Plíšková          | 10. | 5.       |
| Švýcarsko                       | Belinda Bencicová          | 12. | 6.       |
| Belgie                          | Elise Mertensová           | 17. | 7.       |
| Rusko                           | Anastasija Pavljučenkovová | 19. | 8.       |
| Žebříček WTA ke 14. červnu 2021 |                            |     |          |

### Jiné formy účasti
Následující hráčky obdržely divokou kartu do hlavní soutěže:
- Harriet Dartová
- Jeļena Ostapenková
- Samantha Stosurová
- Heather Watsonová

Následující hráčky postoupily z kvalifikace:
- Camila Giorgiová
- Viktorija Golubicová
- Marta Kosťuková
- Christina McHaleová
- Bernarda Peraová
- Věra Zvonarevová

Následující hráčky postoupily z kvalifikace jako tzv. šťastné poražené:
- Shelby Rogersová
- Anastasija Sevastovová

### Odhlášení
před zahájením turnaje
- Sofia Keninová → nahradila ji  Donna Vekićová
- Johanna Kontaová → nahradila ji  Darja Kasatkinová
- Donna Vekićová → nahradila ji  Shelby Rogersová
- Madison Keysová → nahradila ji  Anastasija Sevastovová

## Ženská čtyřhra

### Nasazení
| Stát                                                                           | Hráčka             | Stát             | Hráčka              | WTA | Nasazení |
| ------------------------------------------------------------------------------ | ------------------ | ---------------- | ------------------- | --- | -------- |
| USA                                                                            | Nicole Melicharová | Nizozemsko       | Demi Schuursová     | 19. | 1.       |
| Japonsko                                                                       | Šúko Aojamová      | Japonsko         | Ena Šibaharaová     | 28. | 2.       |
| Chile                                                                          | Alexa Guarachiová  | USA              | Desirae Krawczyková | 33. | 3.       |
| Čínská Tchaj-pej                                                               | Čan Chao-čching    | Čínská Tchaj-pej | Latisha Chan        | 36. | 4.       |
| Žebříček WTA ke 14. červnu 2021; číslo je součtem umístění obou členek dvojice |                    |                  |                     |     |          |

### Jiné formy účasti
Následující pár obdržel divokou kartu do hlavní soutěže:
- Harriet Dartová /  Heather Watsonová

Následující páry nastoupily pod žebříčkovou ochranou:
- Veronika Kuděrmetovová /  Jelena Vesninová
- Bethanie Matteková-Sandsová /  Sania Mirzaová
- Samantha Stosurová /  Coco Vandewegheová

### Odhlášení
před zahájením turnaje
- Hayley Carterová /  Luisa Stefaniová → nahradily je  Hayley Carterová /  Nao Hibinová

## Přehled finále

### Mužská dvouhra
- Alex de Minaur vs.  Lorenzo Sonego, 4–6, 6–4, 7–6(7–5)

### Ženská dvouhra
- Jeļena Ostapenková vs.  Anett Kontaveitová, 6–3, 6–3

### Mužská čtyřhra
- Nikola Mektić /  Mate Pavić vs.  Rajeev Ram /  Joe Salisbury, 6–4, 6–3

### Ženská čtyřhra
- Šúko Aojamová /  Ena Šibaharaová vs. Nicole Melicharová /  Demi Schuursová, 6–1, 6–4